# Tadeas Galansky
Tadeas Galansky (født 29. december 1992 i Brno) er en tjekkisk ishockeyspiller. Han spillede i den finske klub Mikkelin Jukurit fra 2013 til 2015. Han blev herefter solgt til det danske hold Odense Bulldogs, hvor han spillede fra 2015 til 2017. Han spillede herefter en sæson for Aalborg Pirates. Han blev i maj 2018 solgt til Frederikshavn White Hawks, hvor han underskrev en 2-årig kontrakt.

## Aalborg Pirates (2017-18)
Han spillede 69 kampe.